# ニュース山陽夕刊
『ニュース山陽夕刊』（ニュースさんようゆうかん）は、テレビせとうちで放送されていた、山陽新聞の夕刊記事を紹介するニュース番組。
岡山・香川地区では全国紙ならびに四国新聞（香川県の地方紙）は夕刊を発行していないため、唯一の夕刊紹介のニュース番組となっていた（全国的には読売新聞が『読売新聞は〜い夕刊』を夕刊発行地域のNNS系列に流していたほか、テレビ東京系もメガTON時代から『きょうの日経夕刊』→『ニュース日経夕刊』を放送しており本局もネットしていた）。
キャスターの挨拶時に、左上のワイプでは一面が映り、その後、一面ならびに中面記事を2、3紹介。そして天気予報を伝えるという内容になっていた。
当番組の存在により、1990年前後の本局は16時前から17時台までニュース枠が5本程度連続することとなった。

## 放送時間
- 月曜 - 金曜15:55 - 16:00
  - 祝日の場合、夕刊は発行されないため通常の『TSCニュース』になるか休止になる。

## 夕方枠編成の影響
少なくとも15年位前から続いている長寿番組であったが、2006年4月キー局テレビ東京がアニメ530を編成した関係で夕方17時台のローカルニュース枠が実質5分しか確保できなくなった。そのため『レディス4』の後半10分と5分ミニ番組枠を使ったワイドニュース『ザニュースTSCワイド』を立ち上げ、後半5分で夕刊コーナーという形にした（実質ミニ番組枠は15:55に移動という形になった）。
その後、『速ホゥ！』が15分程度の枠を確保したため、2007年4月より単独枠として再開されたが、2008年4月改編で前番組のClosing Bellの開始時間が15:30→15:35へ5分繰り下げになったのに伴い、15:30からの5分間に変更されるとともに、番組名が『TSCニュース』に変更となり、同番組は終了した。
また、テレビせとうちは2010年度から平日9:30から新情報番組『せとうちパレット930』を始めるための諸問題の関係で、夕方のニュースワイド番組が廃止となり、事実上15時半の『TSCニュース』で補完していたが、2012年4月から『-パレット』が終了し、2年ぶりのニュースワイドショー『news5（ニュース・ファイブ）』にその機能を移管している。